# أولريش جراف
أولريش جراف (بالألمانية: Ulrich Graf) هو عسكري وسياسي ألماني، ولد في 6 يوليو 1878 في Bachhagel ‏ في ألمانيا، وتوفي في 3 مارس 1950 في ميونخ في ألمانيا. نشط حزبياً في الحزب النازي. وقد انتخب عضو مجلس النواب الألماني من ألمانيا النازية.

## روابط خارجية
- أولريش جراف على موقع مونزينجر (الألمانية)